# Prix Planète bleue
Le prix Planète bleue reconnaît les efforts exceptionnels dans la recherche scientifique ou les applications de la science qui contribuent à résoudre les problèmes environnementaux mondiaux. 
Le prix a été créé par la Fondation Asahi Glass en 1992, l'année de la Conférence des Nations unies sur l'environnement et le développement de Rio de Janeiro. Depuis lors, la fondation a décerné le prix à deux lauréats chaque année.
En 2012, vingt des lauréats du prix Planète bleue ont collaboré à un document conjoint qui a été lancé lors de la réunion du Conseil des gouverneurs du Programme des Nations unies pour l'environnement à Nairobi le 20 février 2012.

## Lauréats
- 1992 : Syukuro Manabe et International Institute for Environment and Development (en)
- 1993 : Charles Keeling et l'Union internationale pour la conservation de la nature
- 1994 : Eugen Seibold (de) et Lester R. Brown
- 1995 : Maurice Strong et Bert Bolin
- 1996 : Wallace Smith Broecker et MS Swaminathan Research Foundation (en)
- 1997 : James Lovelock et Conservation International
- 1998 : Mikhaïl Boudyko et David Brower
- 1999 : Paul R. Ehrlich et Qu Geping
- 2000 : Theo Colborn et Karl-Henrik Robèrt
- 2001 : Robert May et Norman Myers
- 2002 : Harold A. Mooney et Gustave Speth
- 2003 : Gene E. Likens / F. Herbert Bormann et Vo Quy
- 2004 : Susan Solomon et Gro Harlem Brundtland
- 2005 : Nicholas John Shackleton et Gordon Sato
- 2006 : Akira Miyawaki et Emil Salim
- 2007 : Joseph L. Sax et Amory B. Lovins
- 2008 : Claude Lorius et José Goldemberg (en)
- 2009 : Hirofumi Uzawa et Nicholas Stern
- 2010 : James E. Hansen et Robert Watson
- 2011 : Jane Lubchenco et Barefoot College
- 2012 : William E. Rees / Mathis Wackernagel et Thomas Lovejoy
- 2013 : Taroh Matsuno et Daniel Sperling
- 2014 : Herman Daly et Daniel H. Janzen / Institut national de la biodiversité (INBio)
- 2015 : Partha Dasgupta et Jeffrey D. Sachs
- 2016 : Pavan Sukhdev et Markus Borner
- 2017 : Hans Joachim Schellnhuber et Gretchen C. Daily
- 2018 : Brian Walker et Malin Falkenmark
- 2019 : Éric Lambin et Jared Diamond
- 2020 : David Tilman et Simon Stuart
- 2021 : Veerabhadran Ramanathan et. Mohan Munasinghe
- 2022: Jigme Singye Wangchuck, et Stephen R. Carpenter